# Жовтень 2008
Жовтень 2008 — десятий місяць 2008 року, що розпочався у середу 1 жовтня та закінчився у п'ятницю 31 жовтня.

## Події
- 6 жовтня
  - Нобелівська премія з фізіології або медицини присуджена Гаральду Гаузену за відкриття вірусів, що викликають рак шийки матки, а також вченим Франсуазі Барре-Сінуссі та Люку Монтаньє за відкриття ВІЛ.
  - Тропічний шторм Марко на Карибах.
- 7 жовтня
  - Метеорит 2008 TC3, став першим метеоритом, чиє падіння на Землю астрономи змогли завчасно передбачити.
- 8 жовтня
  - Віктор Ющенко розпустив Раду і призначив нові вибори на 7 грудня 2008 року.
  - Нобелівську премію з хімії 2008 року розділили троє американських вчених: Сімомура Осаму, Мартін Чалфі та Роджер Цянь за відкриття і розвиток зеленого флуоресцентного білка (GFP).
  - На Мальдивських островах пройшли перші в історії держави демократичні вибори. У виборах взяли участь шість претендентів, у тому числі й нинішній президент Момун Абдул Гаюм.
- 12 жовтня
  - Боксер Віталій Кличко, почесний чемпіон світу за версією WBC після трирічної перерви повернув собі чемпіонський пояс, перемігши в Берліні Семюеля Пітера.
- 14 жовтня
  - У Канаді почалися дострокові парламентські вибори.
- 15 жовтня
  - В Азербайджані відбулися президентські вибори, переможцем яких став Ільхам Алієв.
- 18 жовтня
  - Відкриття 38-го Київського міжнародного кінофестивалю «Молодість».
- 20 жовтня
  - Президент України Віктор Ющенко видав указ про перенесення дати виборів на 14 грудня.
- 25 жовтня
  - Албанія та Хорватія вступили до НАТО.
- 26 жовтня
  - Парламентські вибори в Литві.
- 30 жовтня
- У Берліні закрили найстаріший аеропорт країни — «Темпельхоф».
- У Бутані з'явилася перша щоденна газета.